# Itapuranga (ort)
Itapuranga är en ort i Brasilien.   Den ligger i kommunen Itapuranga och delstaten Goiás, i den centrala delen av landet, 220 km väster om huvudstaden Brasília. Itapuranga ligger 652 meter över havet och antalet invånare är 19 709.
Terrängen runt Itapuranga är platt. Det finns inga andra samhällen i närheten.
Omgivningarna runt Itapuranga är huvudsakligen savann. Runt Itapuranga är det ganska glesbefolkat, med 25 invånare per kvadratkilometer.